# Mus (Gard)
Mus település Franciaországban, Gard megyében. Lakosainak száma 1597 fő (2022. január 1.). Mus Aigues-Vives, Calvisson, Codognan és Vergèze községekkel határos.

## Népesség
A település népességének változása:
| Lakosok száma | 382  | 565  | 768  | 1176 | 1396 | 1393 | 1410 | 1431 | 1486 | 1597 |
|               | 1968 | 1982 | 1990 | 2006 | 2013 | 2015 | 2017 | 2019 | 2020 | 2022 |